# Weverton Rocha
Weverton Rocha Marques de Sousa, mais conhecido como Weverton (Imperatriz, Maranhão, 8 de outubro de 1979) é um político brasileiro, filiado ao Partido Democrático Trabalhista (PDT).
Foi deputado federal pelo Maranhão e atualmente é senador pelo estado.

## Biografia
Aos 16 anos filou-se ao PDT e ingressou na Juventude Socialista do PDT. Durante o ensino médio, foi eleito presidente do Grêmio Estudantil do Colégio Dinâmico, onde estudava e presidente da União Brasileira dos Estudantes Secundaristas (UMES). Como membro da União Brasileira dos Estudantes Secundaristas (UBES), foi o único representante do Norte/Nordeste a participar como delegado da Organização Continental Latino Americana e Caribenha dos Estudantes (OCLAE), na cidade de Havana.
Graduou-se em Administração pela Faculdade São Luís e durante os anos de faculdade continuou a atuar no movimento estudantil e foi eleito vice-presidente da União Nacional dos Estudantes (UNE). Foi presidente nacional da Juventude Socialista do PDT.
Foi assessor especial da Prefeitura de São Luís entre 2000 e 2006.
Na eleição para o governo do estado em 2006, empenhou-se na vitória de Jackson Lago, que venceu Roseana Sarney, num resultado considerado histórico no estado, já que o grupo político ligado a José Sarney, pai de Roseana, governava o estado há décadas.
Esteve à frente da Secretaria Estadual de Esporte e Juventude do Maranhão, em 2007.
Em 2009, quando Jackson Lago foi cassado pelo TSE, e o STF decidiu pela posse da segunda colocada, Roseana Sarney, Weverton permaneceu ao lado de Jackson no Palácio dos Leões, sede do governo, até a decisão final sobre o mandato em um movimento de resistência que foi batizado de Balaiada, tendo como referência a revolta popular contra o monopólio de fazendeiros.
Atuou, também, no Ministério do Trabalho e Emprego, em 2009, convidado pelo presidente nacional do PDT, Carlos Lupi, a integrar sua equipe, como assessor especial.
Em 2010, candidatou-se a deputado federal e obteve 47.130 votos, tornando-se suplente. Foi nomeado secretário geral do PDT e voltou a atuar como assessor especial do Ministro do Trabalho, Carlos Lupi.
Em 2011, assumiu a cadeira na Câmara Federal, ainda na condição de suplente, e em 2012, com a eleição de Edivaldo Holanda Júnior a prefeito de São Luís, assumiu definitivamente o cargo de deputado federal. Em 2014, foi reeleito com mais de 81 mil votos, e em 2015, iniciou seu segundo mandato.
É  membro da Executiva Nacional do partido e preside o PDT Maranhão.
Em janeiro de 2016, foi eleito líder do PDT na Casa e reconduzido à liderança em 2017. Como líder, em abril de 2016, votou contrário ao processo de impeachment de Dilma Rousseff. Novamente como líder do partido, Weverton Rocha atuou contra a aprovação da Proposta de Emenda Constitucional nº 55/2016, que ficou conhecida como PEC dos Gastos Públicos, por considerar restringir gastos com educação e saúde, enquanto não limita os gastos para o pagamento com a dívida pública.
Atualmente é líder da Minoria, formada pelo PDT, PSB, PT, PCdoB e PSOL, na Câmara dos Deputados.
Em abril de 2017 votou contra a proposta de reforma trabalhista. e apresentou três emendas à proposta de reforma da previdência.
Em junho de 2019, votou contra o Decreto de armas do governo Jair Bolsonaro.

### Eleição de 2018
Em 2018, foi eleito senador no estado do Maranhão com 34,91% dos votos válidos, contabilizando 1.997,443 votos.

### Eleição de 2022
Foi candidato a governador do Maranhão nas eleições de 2022, tendo obtido 714.352 (20,71% dos votos válidos), ficando em terceiro lugar na disputa.

## Controvérsias

### Alterações no projeto anticorrupção
Apresentou o principal destaque ao projeto de lei das 10 Medidas contra corrupção, acrescentando que magistrados e integrantes do Ministério Público respondam por crime de abuso de autoridade quando atuarem com conduta incompatível com o cargo. Este destaque, o mais polêmico de todas as mudanças, considerado por alguns uma tentativa de intimidar a Operação Lava Jato, foi aprovado por 313 votos a favor, 132 contrários e cinco abstenções.  Weverton afirma que juízes e promotores atualmente cometem arbitrariedades, como um juiz que  perdeu um voo e por isso ordenou a prisão de um funcionário da TAM, e tem como punição a aposentadoria com salário integral. O destaque aprovado não prevê o fim deste benefício.

### Investigações
É investigado por peculato e corrupção, por suposto envolvimento com o desvio de verbas do Ministério do Trabalho, por meio a contratação irregular de ONGs. Também por suposto crime contra a lei de Licitação quando comandava a Secretaria de Esporte do Maranhão -  teria favorecido uma empresa para a reforma de um ginásio, dispensando a licitação de forma indevida. Em entrevista à imprensa local, no entanto, o secretário de esportes que o sucedeu teria declarado que a decisão de parar a obra foi política.

### Improbidade administrativa
É investigado em três ações civis de improbidade administrativa, movidas pelo Ministério Público Federal e pelo MP do Maranhão, uma delas por supostamente ter se beneficiado do uso de um jatinho custeado por entidade social conveniada com o Ministério do Trabalho, à época em que atuava como secretário da pasta.

### Veículos de comunicação
Desde março de 2016, Weverton Rocha arrenda o Sistema Difusora de Comunicação, especificamente a Rede Difusora, a Difusora FM e o website MA10, tendo nomeado o jornalista e publicitário Zeca Pinheiro para seu quadro administrativo e utilizado os veículos como palanque de suas ações como deputado federal e em benefício de aliados políticos, como o prefeito de São Luís, Edivaldo Holanda Júnior. As transações financeiras referentes ao arrendamento e também a uma possível venda do conglomerado foram intermediadas pelo empresário Willer Tomaz de Souza, que foi preso pela Operação Lava Jato em 18 de maio de 2017. Weverton também adquiriu em abril de 2018 o Sistema Sinal Verde de Comunicação, baseado em Caxias, que inclui a TV Sinal Verde e a rádio Sinal Verde FM. Tanto o arrendamento total ou parcial de concessões de radiodifusão como a possessão delas por parlamentares são proibidos pelo Código Brasileiro de Telecomunicações e pela Constituição.

### Escândalo da fraude dos aposentados do INSS
Foi o primeiro parlamentar que teve o nome suspeito de envolvimento no escândalo semelhante ao Mensalão nos desvios dos benefícios com desconto não autorizados nas aposentadoria e pensões. Rocha admitiu que se encontrou com o Antônio Carlos, conhecido como "Careca do INSS", considerado pela investigação o epicentro do escândalo, mas em nota oficial negou a participação no escândalo. Oficialmente o parlamentar não é investigado no entanto foi convocado para prestar esclarecimentos à PF.